# Matteo Pelli
Matteo Pelli (Lugano, 26 marzo 1978) è un manager, conduttore televisivo e scrittore svizzero.
Ha condotto programmi TV come Attenti a quei due, Spaccatredici, I cucinatori, Zerovero, Il Rompiscatole e A Diabolik piaceva l'insalata.

## Biografia
Diplomato all'Accademia di belle arti di Brera). Dopo una lunga carriera in RSI, da maggio 2013 ha diretto Radio 3i, la radio privata più ascoltata nella Svizzera italiana e da settembre 2017 ha diretto anche Teleticino. 
Il 28 maggio 2021, su proposta del neodirettore della RSI Mario Timbal e del Comitato del Consiglio regionale della CORSI, il consiglio di amministrazione della SSR lo nomina responsabile del Dipartimento programmi e immagine della RSI.
Il padre Erasmo Pelli è stato vicesindaco di Lugano, la madre Giuliana Pelli Grandini è stata una scrittrice (ha vinto il Premio Schiller nel 2005). Ha un fratello più grande, Paride (giornalista) e una sorella minore da parte del padre, Camilla. Il 30 maggio 2015 si è sposato con la cuoca e blogger di "asinochileggeancora.com", Eleonora Postizzi, con la quale ha avuto 4 figli, Leo, Luce, Nino e Edo 

### Carriera televisiva
In TV fa il suo esordio nel 1998 come conduttore nel programma Drin Team, diventando poi uno dei personaggi fissi della televisione svizzera.
Dal 2002 al 2005 conduce il quiz, Spaccatredici, che in breve tempo ottiene un buon successo. Dal 2003 il programma ha anche una versione in cui i bambini sono i concorrenti chiamata Spaccatredici Kids che va in onda in prima serata.
Nel 2005 conduce Zerovero (lo condurrà fino a fine 2006) e Attenti a quei due condotto da lui fino al 2012. Dal 2007 al 2009 c'è stata una versione in prima serata con ottimi ascolti, intitolata Il torneo di attenti a quei due. 
Pelli ha anche condotto diversi programmi nazionali tra cui Miss Svizzera (4 edizioni) e Telethon, e i due più conosciuti programmi in Eurovisione, l'ultima edizione estiva di Giochi senza frontiere nel 1999, e a più riprese il commento per RSI dell'Eurovision Song Contest. Gli ultimi programmi condotti alla RSI sono stati Il talk show del sabato sera (scritto da lui) alle 20.40 dal titolo A Diabolik piaceva l'insalata e il gioco in sette minuti "Il rompiscatole".
Nel 2010 ha firmato un contratto (di direzione artistica) per 7 (+3) anni con la Banca Raiffeisen per l'organizzazione di alcuni eventi culturali nella svizzera italiana.
Ha collaborato in due episodi nella fortunata serie televisiva Frontaliers nel 2010 e nel 2011, prodotta dalla RSI.
Da responsabile di Programmi e immagine della RSI conduce il programma "Che c'è in TV" dove 2 volte all'anno lancia il palinsesto RTV.

### Carriera radiofonica
Nel dicembre 2012, il conduttore televisivo lascia la RSI per avviare una nuova fase della propria carriera e dirigere Radio 3i, Matteo Pelli entrerà nel gruppo TImedia Holding nel mese di maggio 2013 per assumere la guida di Radio 3i a partire dal settembre del 2013.
Con la sua conduzione, la radio è passata da uno share del 5.9% al 11.1% (secondo semestre 2015) stabilendo una serie continua di record d'ascolti per l'emittente privata con sede a Melide, stabilizzandosi attorno al 15%.
Da settembre 2017 Matteo Pelli dirige anche TeleTicino, la televisione privata della Svizzera italiana facente parte del gruppo del Corriere del Ticino con da subito buoni risultati di crescita.
Abbracciando il desiderio di abbracciare una nuova sfida professionale, a partire dal 1º agosto 2021 è il nuovo responsabile dei programmi della RSI.

### Libri
- Nel 2008 pubblica un libro intitolato Johnny Pio, la prefazione è stata scritta dalla cantante italiana Mina. La prefazione di Mina è stata commentata ampiamente dai media italiani e su un'edizione italiana di Vanity Fair.
- Nel 2009 ha pubblicato il suo secondo libro intitolato 900 metri. Nel 2010 firma un accordo per altri scritti con Mauri Spagnol.
- Nel 2011 ha pubblicato il suo terzo libro intitolato Non invitarmi al tuo matrimonio.
- Ad aprile 2013 è uscito il suo quarto romanzo Fuoricorso, sempre per la TEA. Attualmente cura una rubrica intitolata duemilabattute il venerdì in ultima pagina sul Corriere del Ticino.

### Musica
Nel 2007 pubblica il singolo Fuori controllo per beneficenza, composto e cantato in collaborazione con il gruppo rap ticinese dei Metro Stars che ottiene un ottimo successo di vendite in pochi giorni.
Nel 2009 pubblica il singolo allegato al libro 900 metri, dal titolo omonimo in collaborazione con il rapper Bassi Maestro. Nel 2011 collabora a Tutti a Casa, nuovo album di Bassi Maestro, insieme a Ghemon, Mecna e lo stesso Bassi nel brano Dal Minimo al Massimo.